# 1297
Cette page concerne l'année 1297  du calendrier julien. Pour l'année 1297 av. J.-C., voir 1297 av. J.-C.
L'année 1297 est une année commune qui commence un mardi.

## Événements
- Mars : en Iran, Ghazan, après avoir consolidé son pouvoir, fait arrêter et mettre à mort par ses fidèles les valets d’armes de l’émir Naûroûz et la « clique » militaire de l’Islam (mars). Naûroûz doit s’enfuir. Le gouverneur de Herat, Fahr-ed-Din, le livre à Ghazan qui le fait tuer[1].
- 8 décembre : début du règne en Égypte de Lâjîn, sultan mamelouk baharite (fin en 1299)[2].

- Le royaume de Pagan en Birmanie se reconnaît comme vassal de l'empire mongol de Chine[3].
- Début des raids du khanat de Djaghataï en Inde (1297, 1299-1300, 1303, 1304, 1327). En 1297, les mongols atteignent Kîlî, près de Delhi, avant de se retirer[4]. Le sultan Alâ ud-Dîn Khaljî renforce le dispositif défensif de la frontière occidentale.
- Mort du sultan Malik as-Salih, premier souverain musulman de Samudra dans le nord de l'île de Sumatra, et peut-être premier roi musulman dans l'archipel indonésien[5].

### Europe
- 7 janvier : alliance entre Gui de Dampierre, comte de Flandre, et d'Édouard Ier d'Angleterre  contre Philippe le Bel[6].
- 8 janvier : fondation de la dynastie Grimaldi de Monaco. François Grimaldi, chassé de Gênes, se réfugie à Monaco[7].
- 2 février : l'armée anglaise est défaite dans une embuscade près de Bonnegarde par Robert d'Artois pendant la guerre de Guyenne ; le roi de France occupe provisoirement l'Aquitaine[8].
- 28 février : Serrata del Maggior Consiglio (soirée du Grand Conseil) à Venise[9] ; l’accès au Grand Conseil est réservé à une élite dont les ancêtres en ont été membres. Le gouvernement de Venise devient oligarchique et aristocratique.
- 4 avril : création par le pape Boniface VIII du royaume de Sardaigne et de Corse, attribué au royaume d'Aragon[10].
- Mai : massacre de la garnison anglaise de Lanark[11]. William Wallace prend la tête d'un soulèvement écossais qui lutte pour chasser les Anglais hors d'Écosse.
- 2 juin : Venceslas II est couronné roi de Bohême[6].
- 26 juin - 1er septembre : siège et prise de Lille par Philippe le Bel[12].

- 31 juillet : par la bulle Etsi de statu le pape Boniface VIII accorde au roi de France une double décime sur le clergé[13].
- 11 août : bulle de canonisation de Louis IX de France[14]. Accalmie des relations entre le Saint-Siège et le roi de France.
- 20 août : bataille de Furnes, en Flandre occidentale, que Philippe IV le Bel vient occuper, à la tête de son armée[15].
- 29 août : Capitulation de Lille. Le roi de France confirme ses privilèges[16].
- 11 septembre : William Wallace bat le comte de Surrey à la bataille de Stirling Bridge[17]. Édouard Ier d'Angleterre doit confirmer et étendre les chartes arrachées au roi Jean sans Terre en 1215.
- 12 septembre : traité frontalier d'Alcañices entre la Castille et le Portugal[18]. Le Portugal reçoit une étroite bande de terre dans la région de Riba Côa. Ses frontières sont définitivement fixées sous le roi Denis Ier. La langue de la région de Porto devient langue officielle.
- Septembre : le duché de Bretagne, le comté d'Anjou et le comté d'Artois sont érigés pairie[19].
- 9 octobre : trêve entre la France et l'Angleterre[6].
- 10 octobre : promulgation à Londres du Confirmatio cartarum (confirmation de la Magna Carta), confirmé par le roi en Flandre le 5 novembre[20]. L'avis du Parlement d'Angleterre doit être demandé par le roi en matière d'impôt. Les pétitions approuvées par le roi deviennent des lois (droit d'initiative). Entre 1297 et 1314, le Parlement se réunit 14 fois pour voter des subventions au roi.
- 30 novembre : la Ligue Éternelle Suisse est reconnue par l'empereur germanique Adolphe de Nassau[21].